# Колинько, Иван Иович
Иван Иович Колинько (укр. Іван Йович Колинько; 3 июня 1928 год, село Лиман Второй – 17 октября 2004 год, Полтава, Украина) — старший производитель работ передвижной механизированной колонны № 1 треста «Полтавсельстрой» Министерства сельского строительства СССР, Полтавская область, Украинская ССР. Герой Социалистического Труда (1971).   

## Биография
Родился 3 июня 1928 года в крестьянской семье в селе Лиман Второй. Получил среднее образование в родном селе, после чего обучался в Полтавском техникуме гражданского строительства, который окончил в 1948 году. С 1949 по 1952 год служил в Советской Армии. После армии трудился строителем, мастером, прорабом в строительном управлении № 1 Полтавского областного строительного треста. 
С 1967 года – старший производитель работ передвижной механизированной колонны № 1 треста «Полтавсесльстрой».  Руководил строительством культурно-социальных и промышленных объектов в Решетиловском районе. Начиная с 1966 года коллектив строителей под руководством Ивана Колинько ежегодно перевыполняла план на 110 – 115 %. В 1971 году удостоен звания Героя Социалистического Труда «за высокие производственные показатели при выполнении восьмого пятилетнего плана». Позднее работал в строительном управлении № 64 треста «Полтавсельхозстрой». 
После выхода на пенсию в 1988 году проживал в Полтаве, где скончался в 2004 году. Похоронен на аллее Героев полтавского Центрального кладбища. 

## Награды
- Герой Социалистического Труда — указом Президиума Верховного Совета СССР от 7 мая 1971 года
- Орден Ленина — дважды (1966, 1971)
- Орден Октябрьской Революции
- Орден Отечественной войны 2 степени
- Орден «Знак Почёта»
- Медаль «За трудовое отличие»